# José Díez de la Cortina y Cerrato
José Díez de la Cortina y Cerrato, marqués de la Cortina (Marchena, ca. 1820 - Piedrabuena, 14 de abril de 1874) fue un hacendado español que participó en la tercera guerra carlista en el lado de Don Carlos, resultando muerto en campaña. 

## Biografía
Nació en Marchena (Sevilla), hijo de Juan Díez de la Cortina, natural de Marchena, y de Gertrudis Cerrato, de Gandía. Debido a los trastornos originados por la Revolución de 1868, se incorporó a las filas del carlismo.

### Participación en la tercera guerra carlista
Estallada la guerra carlista, José Díez de la Cortina observó la escasez de fuerzas de Caballería del Ejército de Don Carlos, por lo que concibió la forma de proveer de un millar de caballos a las fuerzas del Norte. A este fin mandó a su hijo José al Norte para proponer al Estado Mayor Carlista su plan y recibir instrucciones.
Tras ser aceptado el plan, formó un grupo de quince hombres compuesto por sus tres hijos varones, un sobrino carnal y sus criados de más confianza, todos ellos armados y a caballo, y salió de Marchena el 7 de octubre de 1873, dirigiéndose por Sierra Morena para incorporarse a las fuerzas carlistas que operaban en La Mancha, mandadas por el general Sabariegos.
De acuerdo con su reseña biográfica en El Estandarte Real, había salido a pelear como soldado, y nunca pensó en pedir nombramiento alguno que regularizase su posición en la jerarquía militar, pero sus dotes de carácter y su respetabilidad le elevarían a los primeros puestos, y al fallecer Sabariegos las fuerzas carlistas manchegas le reconocieron tácitamente como su jefe supremo, cargo que desempeñó hasta resignar el mando, el año 1874, en manos del jefe de ingenieros Amador Villar, que había sido nombrado superior.
Díez de la Cortina continuó la campaña a las órdenes de Villar hasta la sorpresa de Piedrabuena, el 14 de abril de 1874, en la que resultaría muerto en combate junto con su hijo primogénito Juan. El hijo segundo, José, quedó herido, y únicamente salió ileso Rafael, el más joven (contaba en aquel momento quince años), que tuvo su caballo muerto en la refriega. Ambos hermanos consiguieron con dificultades pasar la frontera de Portugal; y apenas lograron oportunidad de embarcarse en Lisboa, se trasladaron por mar a Burdeos, y de allí al Ejército carlista del Norte, en el cual ingresaron a tiempo para asistir a los últimos combates de Somorrostro y continuar ya toda la campaña, separándose de Don Carlos, en el puente de Arnéguy, al pisar la tierra francesa.
Don Carlos mandaría esculpir los nombres de todos los oficiales generales muertos en la tercera guerra carlista en su palacio Loredan, en Venecia, entre los que estaría el del marqués de la Cortina, que se hallaba grabado en un escudo de bronce en la pared. Aunque José Díez de la Cortina no desempeñaba propiamente ningún empleo militar determinado, Don Carlos le confirió post mortem el de brigadier.